# Troja-Brücke
Die Troja-Brücke (tschech. Trojský most) ist eine kombinierte Straßen- und Straßenbahnbrücke über die Moldau in Prag. Sie führt von der Partisanenstraße (Partyzánská) im Stadtteil Holleschowitz zur Neumoldaustraße (Nová Povltavská) und Trojastraße (Trojská) im Stadtteil Troja. Die Troja-Brücke ist ein neues Wahrzeichen zeitgenössischer Architektur in Prag, sie dient dem örtlichen Verkehr und ersetzt die ursprüngliche Troja-Straßenbahn-Brücke, die von 1981 bis 2013 genutzt wurde. Am nördlichen Brückenkopf schließt sie an den Prager Stadtring an.
Die Einweihung der Brücke war am 4. Oktober 2014, die Übergabe für den Verkehr erfolgte zwei Tage später. Es gibt Überlegungen, die Troja-Brücke nach dem verstorbenen Präsidenten Václav Havel zu benennen.

## Gestaltungswettbewerb
Im Jahre 2005 wurde vom Prager Stadtrat ein Architekturwettbewerb ausgeschrieben.
Der erste Preis (700.000 CZK) wurde im Herbst 2006 an das Team Mott MacDonald CZ, s.r.o. (Ing. Jiří Petrák, Ing. Ladislav Šašek) und Roman Koucký Architekturbüro, s.r.o. (Dr. Ing. arch. Roman Koucký, Ing. akad. arch. Libor Kábrt) vergeben.
Der zweite Preis wurde nicht vergeben.
Der dritte Preis (450.000 CZK) wurde zweimal vergeben, erstens an Prof. Ing. Jiří Stráský (Architekturbüro Stráský, Hustý und Partner) und zweitens an Ing. arch. David Titz, Ing. arch. Zbyněk Svoboda, Ing. Ladislav Huryta und Martin Matůšů (ARCHicon).
In der zweiten Runde wurden von der elf Mitglieder umfassenden Jury fünf Projekte (Preisgeld 2.600.000 CZK) ausgezeichnet. Die Autoren waren: Roman Gale, Ing. arch. Michal Palaščák, Bc. Libor Dašek (Büro AGP), Ing. arch. Martin Rösler und Ing. Vít Hlaváček.

## Bau

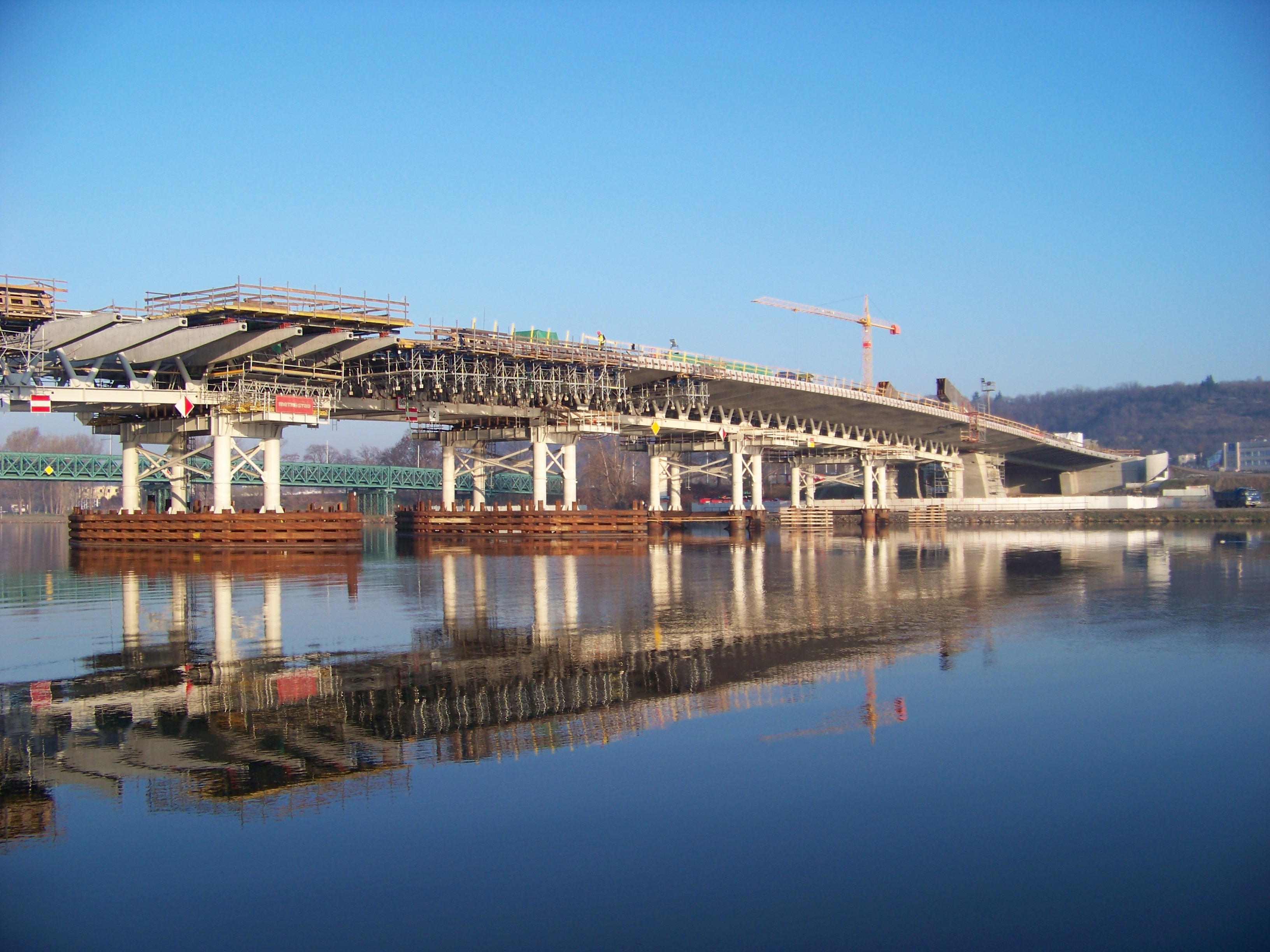
Troja-Brücke während der Montage im Jahr 2012 mit Hilfsträgern und Hilfsfachwerk

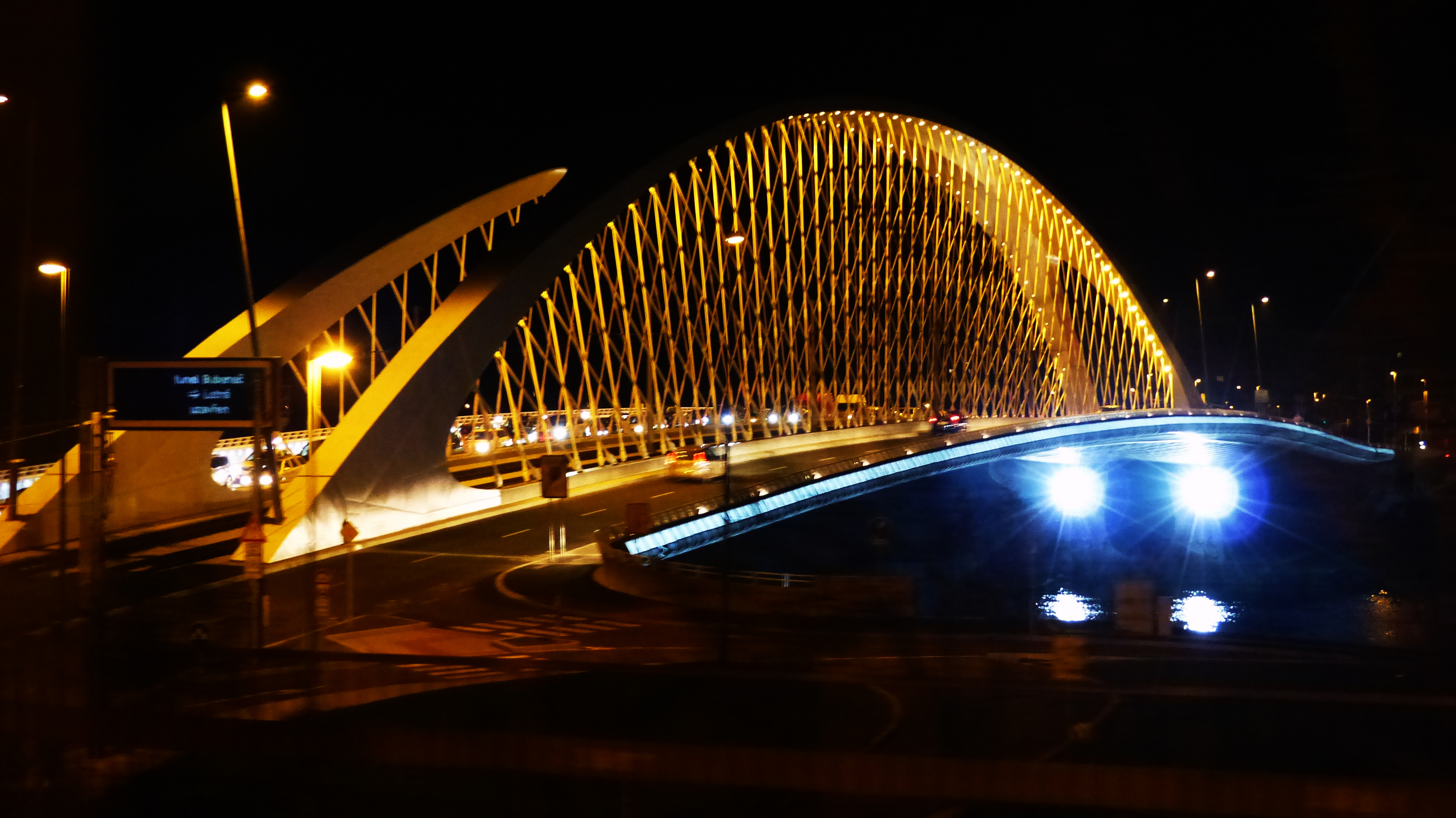
Die Troja-Brücke bei Nacht

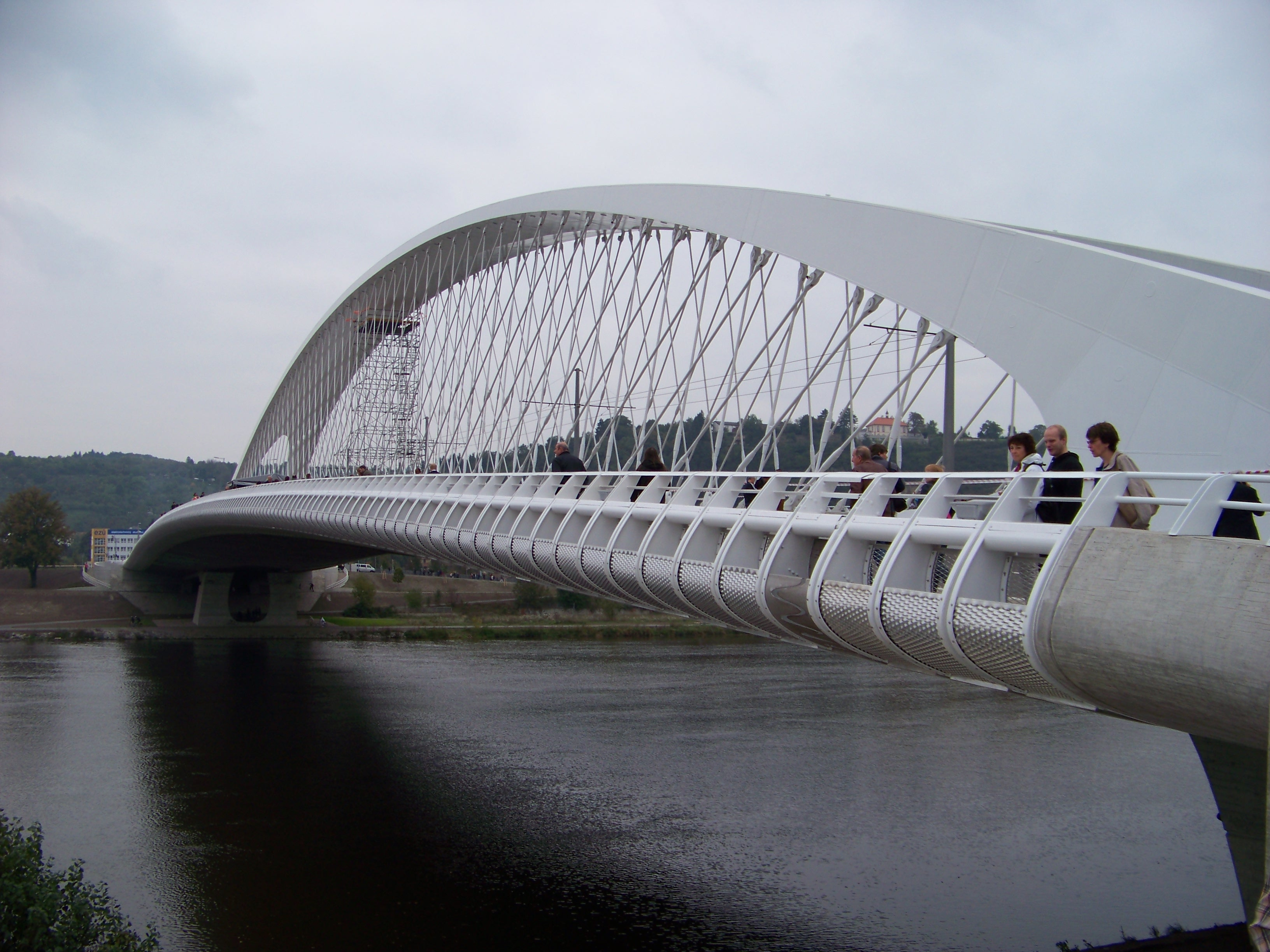
Die fertige Brücke am Einweihungstag

Der ausgeführte Entwurf stammt von Mott MacDonald CZ Prag und dem Architekturbüro Roman Koucký Prag. Die Tragwerksplanung erfolgte durch Mott MacDonald CZ, s.r.o. Prag, die Bauausführung durch die tschechische Firma Metrostav, Prag.
Die Fertigung der gesamten Stahlkonstruktion lag in den Händen von Metrostav a.s. und Bilfinger MCE Slaný s.r.o.
Ursprünglich sollte die Troja-Brücke gleichzeitig mit dem Blanka-Tunnelkomplex fertiggestellt und eröffnet werden. Dieser wurde jedoch erst am 19. September 2015 eröffnet.
Die Umsetzung der Brücken-Baupläne sorgte für politische Kontroversen, nachdem es zu einem Anstieg des ursprünglich kalkulierten Preises gekommen war. Nach den Ausschreibungsunterlagen sollte die Brücke etwa 400 Mio. CZK kosten, nach Abschluss des Vertrages mit der Firma Metrostav kam es durch zusätzliche Anforderungen zu einer Erhöhung des Preises auf 720 Mio. CZK. Im September 2014 hatte ein Schiedsgericht zu entscheiden, welche Kosten der Firma Metrostav anerkannt werden.
Vom 20. bis 23. August 2014 wurden statische und dynamische Belastungstests durchgeführt, dabei fuhren 24 voll beladene Lastwagen und 4 Straßenbahnen gleichzeitig über die Brücke.

## Beschreibung
Im Wettbewerb wurde der Entwurf einer Netzwerkbogenbrücke in Verbundbauweise mit zwei Bögen und darunter liegender abgehängter Fahrbahnplatte ausgewählt. Die beiden geschweißten Stahlbögen stehen zueinander geneigt und vereinigen sich im Scheitelbereich zu einem Hohlkasten. Die Ausführung erfolgte als Spannbetonbrücke, dabei ruht die vorgespannte Fahrbahnplatte aus Ortbeton auf vorgespannten Fertigteil-Querträgern. Diese sind über ein Netzwerk-System von 200 vorgespannten Hängern an die Stahlbogenbalken angehängt. Die gesamte Stahlkonstruktion wiegt ca. 2500 t. Die Brücke ist etwa 262 m lang, die Spannweite des Hauptfeldes beträgt 200,4 m. Die Gesamthöhe der Brücke beträgt etwa 34 Meter über dem Fahrwasser der Moldau. Die Widerlager und Pfeiler befinden sich im Untergrund auf Bohrpfählen entlang des Uferbereichs. Im Bereich des Flusses sind keine Pfeiler angeordnet. Auf der Trojaer Seite befindet sich ein Spannbetonvorlandbauwerk von 40 m Länge, dass in Ortbeton ausgeführt wurde.
Die Brücke hat zwei Fahrspuren in jeder Fahrtrichtung, die beiden Straßenbahngleise liegen gesondert auf dem mittleren Baukörper, beidseitig sind Gehwege und Radwege angeordnet. Am nördlichen Brückenkopf in Troja wurde eine kreuzungsfreie Überführung über den Knotenpunkt des Prager Innenrings (Městský okruh) ausgeführt. Hier erfolgt die Anbindung an den Blanka-Tunnel und zur Povltavská ulicá (Stadtring). Ein Uferradweg entlang der Moldau auf der Troja-Seite verläuft unter der Brücke.
Kritiker halten die zwei Fahrspuren in jeder Richtung für überdimensioniert und bemängeln die breite Eisenbahnunterführung an der Holešovicer Seite der Brücke.